# Sainte-Eulalie-de-Cernon
Sainte-Eulalie-de-Cernon település Franciaországban, Aveyron megyében. Lakosainak száma 321 fő (2022. január 1.). Sainte-Eulalie-de-Cernon La Cavalerie, Cornus, La Couvertoirade, L’Hospitalet-du-Larzac, Lapanouse-de-Cernon, Saint-Beaulize, Saint-Jean-et-Saint-Paul és Viala-du-Pas-de-Jaux községekkel határos.

## Népesség
A település népessége az elmúlt években az alábbi módon változott:
| Lakosok száma | 248  | 230  | 219  | 240  | 264  | 279  | 286  | 288  | 299  | 321  |
|               | 1968 | 1982 | 1990 | 2006 | 2013 | 2015 | 2017 | 2019 | 2020 | 2022 |